# B-534 Nizhni Nóvgorod
El B-534 Nizhni Nóvgorod es un submarino nuclear multipropósito soviético y ruso con misiles de crucero de la clase Sierra (Proyecto 945A Kondor) operado por la Armada rusa. Fue diseñado para rastrear submarinos estratégicos y grupos de batalla de portaaviones de un enemigo potencial y garantizar su destrucción al comienzo de un conflicto. Lleva el nombre de la ciudad rusa de Nizhni Nóvgorod.

## Construcción
El K-534 se colocó el 5 de febrero de 1986 en el astillero Krasnoye Sormovo según el diseño de Lazurit Design Bureau. Lanzado el 8 de julio de 1989. En diciembre de 1990, se completaron las pruebas de mar. El 26 de diciembre de 1990 fue puesto en funcionamiento.

## Historial de servicio
El 14 de marzo de 1991, pasó a formar parte de la 6ª división de la 1ª flotilla de submarinos de la Flota del Norte de la Bandera Roja. El 3 de junio de 1992 pasó a llamarse B-534, y el 6 de abril de 1993 se le dio el nombre de B-534 Zubatka. El 1 de octubre de 1992 pasó a formar parte de la 7ª división de la 1ª flotilla de submarinos, con base en Vidyayevo.
En 1995, la administración de la región de Nizhni Nóvgorod estableció relaciones de patrocinio con la tripulación del barco. Fue renombrado B-534 Nizhny Novgorod el 25 de marzo de 1995.
En 2001, tras un accidente en el compartimiento del reactor, ingresó al astillero Nerpa. Las reparaciones fueron completadas a fines de abril de 2008.
En enero de 2014, la tripulación del submarino nuclear Nizhni Nóvgorod rescató a tres pescadores en peligro en el mar de Barents.
Forma parte de la 7ª división de submarinos nucleares de la Flota del Norte.